# الدوري التشيكوسلوفاكي 1940–41
الدوري التشيكوسلوفاكي 1940–41 هو الموسم 3 من الدوري التشيكوسلوفاكي ‏. أشرف على تنظيمه اتحاد جمهورية التشيك لكرة القدم، وكان عدد الأندية المشاركة فيه 12، وفاز فيه نادي سلوفان براتيسلافا.